# Суд сислюмадюра
Суд сислюмадюра (исл. sýslumannsdómur, исландское произношение: [ˈsislʏmansˌtouːmʏr̥]; мн. число суды сислюменнов — исл. sýslumannadómur, исландское произношение: [ˈsislʏmanːaˌtouːmʏr̥])  — суд, который чинил сислюмадюр над жителями подчиненной ему сислы, на которые была поделена вся территория Исландии. 
Суд сислюмадюра появился в Исландии после окончания эпохи народовластия, когда в 1262—1264 годах остров перешёл под власть норвежской короны. Тогда в 1263 году король Хакон Старый упразднил суды весеннего тинга, разделил территорию Исландии на сислы во главе с сислюменнами. Сислюмадюр в своей сисле стал на несколько столетий верховным представителем всех трёх ветвей власти — исполнительной, судебной и, частично, законодательной (до 1563 года). Число сисл и, соответственно, число судов сислюменнов, варьировало — изначально их было 12 (по числу весенних тингов), затем 17, 19, 21 и, в самом конце XX века 24.
Суд сислюмадюра обладал широкой юрисдикцией и рассматривал практически все дела, кроме особо важных, в том числе касающихся иностранных граждан, королевской или государственной собственности, убийств, разбоя и т.п. Дела рассматривались по упрощённой процедуре, включать единоличное рассмотрение дела сислюмадюром, который при рассмотрении дела совмещал функции судьи, обвинителя и следователя. Письменное признание вины обвиняемым и/или письменные показания свидетелей рассматривались сислюмадюром как доказательство в отсутствие обвиняемого и/или служили основанием для приговора.
Решение суда сислюмадюра могло быть обжаловано в Законодательном суде (с 1262 по 1800 год), Высшем национальном суде (с 1800 по 1919 год) или, впоследствии, в Верховном суде Исландии (с 1919 по 1992 год).
В несколько модифицированном виде суды сислюменнов, как низшее звено исландской судебной системы, просуществовал до судебной реформы 1992 года, когда, согласно Закону № 92/1989 о разделении власти в сисле, на смену суда сислюмадюра пришла система окружных судов. С момента вступления закона в силу сислюмадюр потерял все свои судебные функции, суды сислюменнов прекратили своё существование.